# Koppermaandag

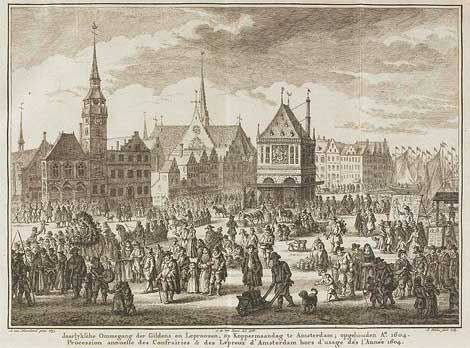
Koppermaandag in Amsterdam, 1604.

Koppermaandag, Koppertjesmaandag of Raasmaandag is de eerste maandag na Driekoningen (6 januari). Op die dag hielden de gilden traditioneel een feestdag. De gildebrieven werden voorgelezen en de privileges die de leden van het gilde genoten, werden opgesomd. Vervolgens trokken de gildelieden de stad in om geld in te zamelen dat vervolgens werd verbrast. Zo sloten zij de donkere periode rond de kortste dag af. Tegenwoordig wordt de term alleen nog gehanteerd in de grafische industrie. Drukkers en uitgevers sturen vaak een koppermaandagprent om het nieuwe jaar in te luiden.
De naam stamt waarschijnlijk van kopperen dat "feestvieren" of "smullen" betekent, via kop dat staat voor "beker".

## Geschiedenis
Koppermaandag wordt al in de eerste helft van de 15e eeuw genoemd, maar is waarschijnlijk nog ouder. In Amsterdam mochten op Koppermaandag en de dag erna de leprozen de stad in, wat normaal streng verboden was. In optocht ging het naar de Dam. Vervolgens werd geld ingezameld voor het Leprozenhuis en kregen de leprozen een maaltijd aangeboden. Vanaf 1604 werd de optocht verboden omdat die te veel overlast veroorzaakte.
Toen in de 18e eeuw de gilden werden afgeschaft, bleef de traditie van de feestdag alleen in stand onder de drukkers. De gezellen van de drukkers drukten als proeve van vakbekwaamheid een speciale prent met een heilwens erop, de Koppermaandagprent, die zij op Koppermaandag aan de meesterdrukkers en de eigenaar van de drukkerij overhandigden. In de 19e eeuw werden koppermaandagprenten aan relaties gestuurd, als geschenk. In de loop van de 20e eeuw ging het ritueel vrijwel verloren, doordat men in plaats van Koppermaandagprenten, Kerst- en Nieuwjaarskaarten ging versturen. Na de Tweede Wereldoorlog werd het gebruik deels weer in ere hersteld. In 1948 gebeurde dat in Haarlem, de stad van Laurens Janszoon Coster, en in 's-Hertogenbosch, Arnhem en Gouda, daarna vanaf 1949 in Drenthe, en later ook in Noord-Brabant, Zeeland en in Groningen. Verscheidene contribuanten van de Stichting Drukwerk in de Marge vervaardigen Kopperuitgaven.
In de Protestantse Gemeente te Schettens-Schraard-Longerhouw (Friesland), is het tot op heden nog steeds gebruik dat de pachters van het kerkenland op uitnodiging van de kerkrentmeesters (voorheen: kerkvoogden) bijeenkomen. De pacht wordt echter al jaren niet meer op deze dag voldaan. Wel ontvangen de pachters nog altijd de pachtnota, die loopt van 5 maart tot 5 maart. Het is bekend dat Schraard reeds in 1814 (volgens kerkenrekening) Koppermaandag hield en waarschijnlijk langer. Naar dit laatste dient nog nader onderzoek te worden verricht.

## Ploegfeesten

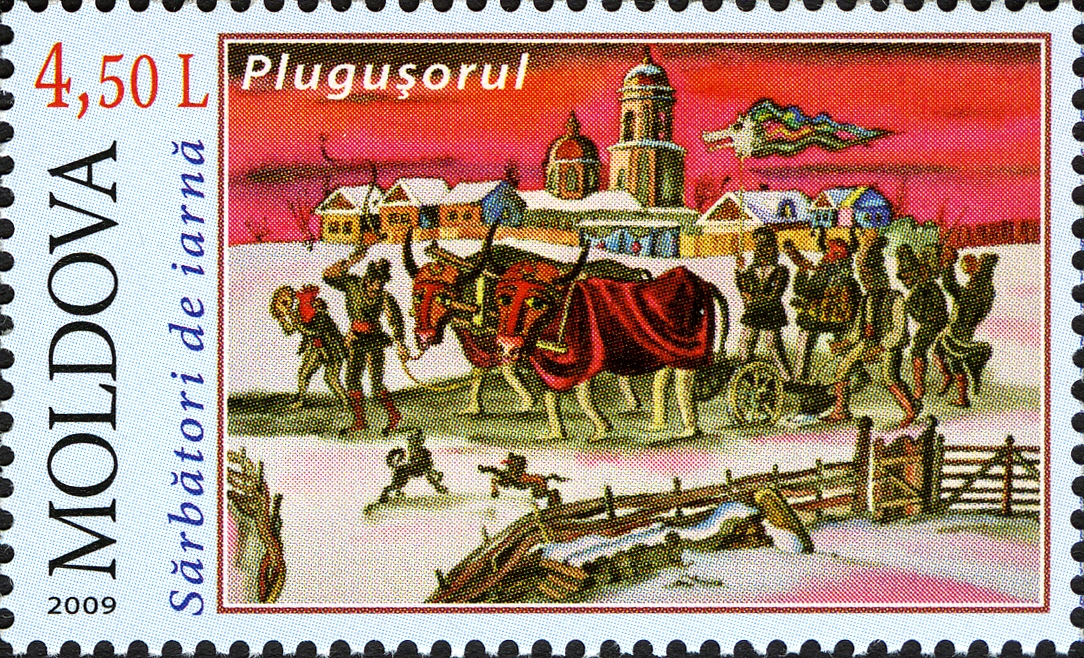
Colindă (Moldavisch ritueel lied voor Kerstmis) met een ploeg is een kerstgebruik in Moldavië

Op koppermaandag werden op het platteland de ploegfeesten gehouden. Verklede mensen trokken met een ploeg van huis naar huis en haalden geld op om in de kerk kaarsen van te branden. Hoewel de protestanten dit volksgebruik in de 16e eeuw probeerden te verbieden, werd het op sommige plaatsen nog tot in de negentiende eeuw uitgevoerd.